# Carazziella citrona
Carazziella citrona är en ringmaskart som först beskrevs av Hartman 1941.  Carazziella citrona ingår i släktet Carazziella och familjen Spionidae. Inga underarter finns listade i Catalogue of Life.